# Сенусрет III
Сенусрет III (Khakaure Senwosret) или Сесострис е фараон от Дванадесета династия на Древен Египет. Управлява през 1878 – 1839 г. пр.н.е. Той е един от най-забележителните и могъщи владетели през периода на Средното царство на Египет.
Син е на фараон Сенусрет II. За разлика от своите преки предшественици Сенусрет III ограничава привилегиите и независимостта на номарсите и води повече войни. Той провежда поне четири похода към Нубия (през 8-ата, 10-ата, или 12-ата, 16-ата и 19-ата година от управлението си), с които обезопасява южните граници на Египет от кушитските племена и снабдява държавата с роби. Воюва също така и в Ханаан.
През неговото царуване продължава икономическият просперитет на Египет. Развива мащабна строителна дейност. В гръцките истории е познат под името Сесострис като събирателен образ на мъдър и силен фараон. Знае се, че физически се е отличавал от останалите египтяни с високия си ръст. Неговите скулптурни портрети го представят със сериозно, съсредоточено и възвишено, донякъде мрачно и отегчено изражение.